# Megema
Megema es un género con ocho especies de orquídeas epifitas. Es  originario de  Sudamérica.
Sus especies anteriormente estaban incluidas en el género Masdevallia, sin embargo, en mayo de 2006, Carlyle August Luer, erudito de la subtribu Pleurothallidinae, publicó una revisión sustancial del género y la convirtió en un género con muchas especies del subgénero anterior.

## Especies
- Megema cerastes (Luer & R.Escobar) Luer, Monogr. Syst. Bot. Missouri Bot. Gard. 105: 11 (2006).
- Megema corniculata (Rchb.f.) Luer, Monogr. Syst. Bot. Missouri Bot. Gard. 105: 11 (2006).
- Megema cucullata (Rchb.f.) Luer, Monogr. Syst. Bot. Missouri Bot. Gard. 105: 11 (2006).
- Megema delhierroi (Luer & Hirtz) Luer, Monogr. Syst. Bot. Missouri Bot. Gard. 105: 11 (2006).
- Megema hercules (Luer & Andreetta) Luer, Monogr. Syst. Bot. Missouri Bot. Gard. 105: 11 (2006).
- Megema macrura (Rchb.f.) Luer, Monogr. Syst. Bot. Missouri Bot. Gard. 105: 11 (2006).
- Megema vidua (Luer & Andreetta) Luer, Monogr. Syst. Bot. Missouri Bot. Gard. 105: 11 (2006).